# Еморі Коен
Еморі Коен (англ. Emory Cohen; нар. 13 березня 1990, Мангеттен, Нью-Йорк, США) — американський актор. Серед відомих його робіт ролі у фільмах «Місце під соснами», «Бруклін».

## Біографія
Еморі народився в Мангеттені в родині Ноеля (англ. Noel) — вчителя музики та Донни Коен (англ. Donna) - директора навчального закладу. Коен єврей, нью-йоркець у четвертому поколінні. Його предки емігрували з Росії.
Навчався в Вищій школі Елізабет Ірвін і Університеті мистецтв у Філадельфії.

## Кар'єра
Еморі розпочав свою кар'єру зі зйомок у незалежному кіно — фільм «Випускники» Антоніо Кампоса. Перший показ стрічки відбувся на Каннському кінофестивалі 2008. В цьому фільмі відбувся також дебют Езра Міллера.
У першому сезоні телесеріалу «Успіх» Коен мав постійну роль — екранного сина Дебри Мессінг і Брайана Д'Арсі Джеймса
У 2013 вийшла кримінальна драма від режисера «Блакитний Валентин» Дерека Сіенфранса — «Місце під соснами». В цьому фільмі Коен виконує роль розбещеного сина Ейвері Кросса (Бредлі Купер).
У стрічці «Бруклін» Еморі виконує роль італійсько-американського хлопця, який допомагає Елліс Лейсі (Сірша Ронан) освоїтися в США після переїзду із Ірландії.
Коен був затверджений на роль у фільмі «Машина війни», де також знімалися Бред Пітт, Вілл Поултер, Бен Кінгслі.

## Фільмографія

### Фільми
| Рік  | Назва                     | Оригінальна назва          | Роль                    | Примітки               |
| ---- | ------------------------- | -------------------------- | ----------------------- | ---------------------- |
| 2008 | «Випускники»              | Afterschool                | Тревор                  |                        |
| 2008 | «Тесс і Нана»             | Tess and Nana              | Джусмен                 | короткометражка        |
| 2009 | «Нью-Йорку, я люблю тебе» | New York, I Love You       |                         | в титрах не зазначений |
| 2010 | «Голодні привиди»         | The Hungry Ghosts          | Метью                   |                        |
| 2012 | «Місце під соснами»       | The Place Beyond the Pines | Ейвері Кросс молодший   |                        |
| 2012 | «Норд-істер»              | Nor'easter                 | Денні Строут            |                        |
| 2012 | «Чотири»                  | Four                       | Джун                    |                        |
| 2013 | «Ясність Б'є»             | All Is Bright              | Лоу                     |                        |
| 2014 | «Під врожайним небом»     | Beneath the Harvest Sky    | Каспер                  |                        |
| 2014 | «Гравець»                 | The Gambler                | Декстер                 |                        |
| 2015 | «Бруклін»                 | Brooklyn                   | Антоніо «Тоні» Фіорелло |                        |
| 2015 | «Викрадення автомобілів»  | Stealing Cars              | Біллі                   |                        |
| 2016 | «Дуель»                   | The Duel                   | Ісаак                   |                        |
| 2016 | «Обхідний шлях»           | Detour                     | Джонні Рей              |                        |
| 2016 | «Вінсент і Роксі»         | Vincent-N-Roxxy            | Джейсі                  |                        |
| 2017 | «Постріл в безодню»       | Shot Caller                | Гові                    |                        |
| 2017 | «Спекотні літні ночі»     | Hot Summer Nights          | Декс                    |                        |
| 2017 | «Машина війни»            | War Machine                | Віллі Данн              |                        |
| 2018 | «Володарі хаосу»          | Lords of Chaos             | Варг Вікернес           |                        |
| 2020 | «Флешбек»                 | Flashback                  | Себастьян               |                        |
| 2021 | «Торт зі смаком помсти»   | The Birthday Cake          | Лео                     |                        |
| 2022 | «Велика золота цегла»     | Big Gold Brick             | Семюел Лістон           |                        |
| 2023 | «Байкери»                 | The Bikeriders             | Тарган                  |                        |
| 2024 | «Ребел-Ридж»              | Rebel Ridge                | офіцер Стів Ланн        |                        |
| 2025 | «Покрівельник»            | Roofman                    |                         |                        |

### Серіали
| Рік       | Назва               | Оригінальна назва | Роль          | Примітки    |
| --------- | ------------------- | ----------------- | ------------- | ----------- |
| 2012–2013 | «Успіх»             | Smash             | Лео Х'юстон   | 15 епізодів |
| 2016–2019 | «ОА»                | The OA            | Гомер Робертс | 14 епізодів |
| 2019      | «Найгучніший голос» | The Loudest Voice | Джо Ліндслі   | 3 епізоди   |
| 2023      | «Флоріда мен»       | Florida Man       | Мосс Янков    | 8 епізодів  |